# سیارک ۱۱۸۳
سیارک ۱۱۸۳ (به انگلیسی: 1183 Jutta، نامگذاری:1930DC) هزار و صد و هشتاد و سومین سیارک کشف شده‌است که در ۲۲ فوریه ۱۹۳۰ و در هایدلبرگ کشف شد.
قدر مطلق سیارک برابر ۱۲٫۱۰ است.